# جوفيس
جوفيس (بالفرنسية: Gouves)‏ هي بلدية تقع في إقليم باد كاليه من منطقة نور با دو كاليه في شمال فرنسا. تبلغ مساحة هذه المدينة 2.64 (كم²)، وترتفع عن سطح البحر 75 م، يبلغ عدد سكانها 198 نسمة حسب إحصاء المعهد الوطني للإحصاء والدراسات الاقتصادية سنة 2009 م. وترأس آلان فيليب البلدية خلال فترة (2008-2014).